# Benson Boone
Benson James Boone (ur. 25 czerwca 2002 w Monroe) – amerykański piosenkarz, autor tekstów i multiinstrumentalista. Urodzony i wychowany w Monroe w stanie Waszyngton, swoją karierę rozpoczął, udostępniając swoją muzykę na platformie społecznościowej TikTok, a następnie biorąc udział w przesłuchaniach do American Idol. Później wycofał się z programu, ale kontynuował zdobywanie popularności na TikToku i ostatecznie podpisał kontrakt z Night Street Records, wytwórnią prowadzoną przez frontmana Imagine Dragons, Dana Reynoldsa.  
Debiutancki singiel Boone'a, „Ghost Town”, został wydany w październiku 2021 roku, osiągając miejsca na listach przebojów w 16 krajach. Od tego czasu wydał kilka udanych singli, w tym „In the Stars” i „Beautiful Things”, z czego ten ostatni osiągnął szczyt UK Singles Chart, stając się jego pierwszym numerem jeden na głównej liście przebojów. Piosenka ta stała się również jego pierwszym utworem, który znalazł się w pierwszej piątce na Billboard Hot 100. Jego debiutancki album studyjny Fireworks & Rollerblades ukazał się 5 kwietnia 2024 roku.  

## Wczesne lata
Benson James Boone dorastał z czterema siostrami w Monroe w stanie Waszyngton. Uczęszczał do Monroe High School i brał udział w szkolnej drużynie skoków do wody. Po raz pierwszy odkrył swój talent muzyczny, gdy przyjaciel poprosił go o zagranie na pianinie i zaśpiewanie podczas szkolnego konkursu zespołów w jego junior year, mimo że wcześniej nie miał żadnego doświadczenia wokalnego. Boone krótko uczęszczał do Brigham Young University–Idaho, ale opuścił uczelnię po jednym semestrze, aby skupić się na śpiewaniu.

## Kariera

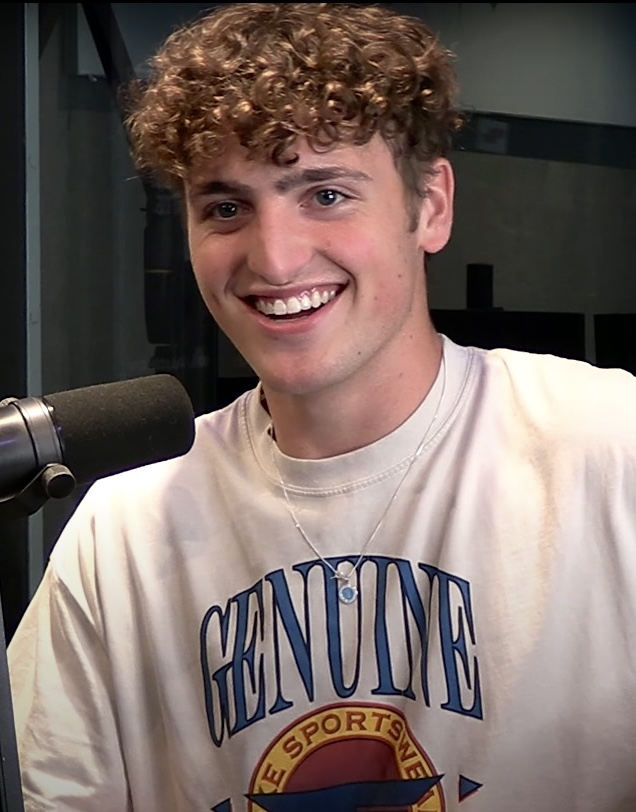
Boone w 2022 roku

Boone zaczerpnął wczesne muzyczne inspiracje z uczestnictwa w koncercie Jona Belliona, po którym zaczął poważnie traktować śpiewanie. Zaczął publikować filmy ze śpiewem na TikTok i na początku 2021 roku wziął udział w przesłuchaniach do 19. sezonu American Idol za namową przyjaciela. Choć został zaproszony do dalszego udziału w tygodniu w Hollywood, nie pojawił się, ponieważ wycofał się z programu po zakwalifikowaniu się do Top 24, aby przemyśleć swoją karierę.
Boone zaczął udostępniać fragmenty swojej autorskiej muzyki na TikToku, gdzie zgromadził 1,7 miliona obserwujących przed wydaniem swojego pierwszego singla.  Zwrócił uwagę Dana Reynoldsa, frontmana zespołu Imagine Dragons, który podpisał z nim kontrakt na jego wytwórnię Night Street Records we współpracy z Warner Records. Podpisanie kontraktu ogłoszono 15 października 2021 roku, równocześnie z wydaniem pierwszego singla Boone'a „Ghost Town”. Boone grał na perkusji, gitarze i pianinie podczas nagrania, a także zaprojektował okładkę singla. Boone wykonał „Ghost Town”, który znalazł się na listach przebojów w 13 krajach, w tym w USA na Billboard Hot 100, w programach The Ellen DeGeneres Show, The Kelly Clarkson Show i Late Night with Seth Meyers.
Boone wydał swój drugi singiel „Room for 2” 18 lutego 2022 roku.
W maju 2024 roku Taylor Swift ogłosiła w mediach społecznościowych, że Boone będzie jednym z trzech artystów otwierających koncerty w Londynie w ramach Eras Tour. Boone wystąpi 23 czerwca, a Mette i Griff otworzą koncerty odpowiednio 21 i 22 czerwca.

## Dyskografia

### Albumy studyjne
| Rok  | Album | Najwyższe pozycje na listach | Najwyższe pozycje na listach | Najwyższe pozycje na listach | Najwyższe pozycje na listach | Najwyższe pozycje na listach | Najwyższe pozycje na listach | Najwyższe pozycje na listach | Najwyższe pozycje na listach | Certyfikat                                    |
| Rok  | Album | US                           | AUS                          | CAN                          | IRE                          | NOR                          | NZ                           | SWE                          | UK                           | Certyfikat                                    |
| ---- | --- | ---------------------------- | ---------------------------- | ---------------------------- | ---------------------------- | ---------------------------- | ---------------------------- | ---------------------------- | ---------------------------- | --------------------------------------------- |
| 2024 | Fireworks & Rollerblades - Data wydania: 5 kwietnia 2024 - Wytwórnia: Night Street, Warner - Format: CD, digital download, streaming | 6                            | 17                           | 5                            | 15                           | 1                            | 5                            | 5                            | 16                           | - CAN: platynowa płyta - POL: platynowa płyta |
| 2025 | American Heart - Data wydania: 20 czerwca 2025 - Wytwórnia: Night Street, Warner - Format: digital download, streaming               | 2                            | 1                            | 2                            | 12                           | 7                            | 1                            | 38                           | 4                            |                                               |

### EP
| Rok                                                         | Album | Najwyższe pozycje na listach | Najwyższe pozycje na listach | Najwyższe pozycje na listach | Najwyższe pozycje na listach |
| Rok                                                         | Album | BEL (FL)                     | FRA                          | NOR                          | SWE                          |
| ----------------------------------------------------------- | --- | ---------------------------- | ---------------------------- | ---------------------------- | ---------------------------- |
| 2022                                                        | Walk Me Home... - Data wydania: 29 lipca 2022 - Wytwórnia: Night Street, Warner - Format: CD, digital download, media strumieniowe | 109                          | 184                          | 4                            | 16                           |
| 2023                                                        | Pulse - Data wydania: 5 maja 2023 - Wytwórnia: Night Street, Warner - Format: kaseta, CD, digital download, media strumieniowe     | –                            | –                            | –                            | –                            |
| „–” oznacza, że minialbum nie był notowany na danej liście. | |                              |                              |                              |                              |

### Single
| Rok                                                      | Tytuł                             | Najwyższe pozycje na listach | Najwyższe pozycje na listach | Najwyższe pozycje na listach | Najwyższe pozycje na listach | Najwyższe pozycje na listach | Najwyższe pozycje na listach | Najwyższe pozycje na listach | Najwyższe pozycje na listach | Najwyższe pozycje na listach | Najwyższe pozycje na listach | Certyfikat | Album                    |
| Rok                                                      | Tytuł                             | US                           | AUS                          | CAN                          | FRA                          | IRL                          | NOR                          | NZ                           | SWE                          | UK                           | WW                           | Certyfikat | Album                    |
| -------------------------------------------------------- | --------------------------------- | ---------------------------- | ---------------------------- | ---------------------------- | ---------------------------- | ---------------------------- | ---------------------------- | ---------------------------- | ---------------------------- | ---------------------------- | ---------------------------- | --- | ------------------------ |
| 2021                                                     | „Ghost Town”                      | 100                          | 67                           | 53                           | 92                           | 29                           | 1                            | 39                           | 17                           | 46                           | 79                           | - US: złota płyta - CAN: 2× platynowa płyta - FRA: złota płyta - UK: srebrna płyta - NOR: platynowa płyta                                 | Walk Me Home...          |
| 2022                                                     | „Room for 2”                      | –                            | –                            | –                            | –                            | –                            | –                            | –                            | –                            | –                            | –                            | | Walk Me Home...          |
| 2022                                                     | „In the Stars”                    | 82                           | 34                           | 30                           | 59                           | 10                           | 4                            | 15                           | 8                            | 21                           | 48                           | - US: platynowa płyta - CAN: 2× platynowa płyta - FRA: diamentowa płyta - UK: platynowa płyta - NOR: złota płyta - POL: platynowa płyta   | Walk Me Home...          |
| 2022                                                     | „Better Alone”                    | –                            | –                            | –                            | –                            | –                            | –                            | –                            | –                            | –                            | –                            | | Walk Me Home...          |
| 2022                                                     | „Before You”                      | –                            | –                            | –                            | –                            | –                            | 20                           | –                            | –                            | –                            | –                            | | –                        |
| 2023                                                     | „Sugar Sweet”                     | –                            | –                            | –                            | –                            | –                            | –                            | –                            | –                            | –                            | –                            | | Pulse                    |
| 2023                                                     | „What Was”                        | –                            | –                            | –                            | –                            | –                            | –                            | –                            | –                            | –                            | –                            | | Pulse                    |
| 2023                                                     | „To Love Someone”                 | –                            | –                            | –                            | –                            | –                            | –                            | –                            | –                            | –                            | –                            | |                          |
| 2024                                                     | „Beautiful Things”                | 2                            | 1                            | 1                            | 1                            | 1                            | 1                            | 1                            | 3                            | 1                            | 1                            | - AUS: platynowa płyta - CAN: 5× platynowa płyta - GER: złota płyta - FRA: diamentowa płyta - UK: platynowa płyta - POL: diamentowa płyta | Fireworks & Rollerblades |
| 2024                                                     | „Slow It Down”                    | 40                           | 23                           | 27                           | 132                          | 15                           | 14                           | 19                           | 39                           | 16                           | 23                           | - CAN: platynowa płyta - UK: srebrna płyta - POL: złota płyta                                                                             | Fireworks & Rollerblades |
| 2024                                                     | „Pretty Slow”                     | 86                           | –                            | 87                           | –                            | 85                           | –                            | –                            | –                            | 43                           | 190                          | - UK: srebrna płyta | Fireworks & Rollerblades |
| 2025                                                     | „Sorry I'm Here for Someone Else” | 19                           | 34                           | 8                            | 152                          | 17                           | 24                           | 28                           | 66                           | 20                           | 53                           | - AUS: złota płyta - UK: srebrna płyta | American Heart           |
| 2025                                                     | „Mystical Magical”                | 17                           | 22                           | 20                           | –                            | 13                           | 40                           | 15                           | 80                           | 13                           | 17                           | - UK: srebrna płyta | American Heart           |
| 2025                                                     | „Momma Song”                      | –                            | –                            | 78                           | –                            | –                            | –                            | –                            | –                            | –                            | 174                          | | American Heart           |
| „–” oznacza, że singel nie był notowany na danej liście. |                                   |                              |                              |                              |                              |                              |                              |                              |                              |                              |                              | |                          |